# Hihifo (Niua Toputapu)
Hihifo (traducido literalmente como Oeste en Tongano) es la localidad principal de la isla de Niuatoputapu, en Tonga. Está situado en el lado oeste de Niua Toputapu y limita al noreste con las localidades de Falehau y Vaipoa.  Tiene una población de 301 habitantes en 2021.
Hihifo fue una de las localidades afectadas por el terremoto de Samoa en 2009, dejando destrucción y gran número muertos.